# Angiolello da Carignano
Angiolello da Carignano (segle xiii - ...) va ser un polític italià. El seu cognom deriva del castell de Carignano que es trobava a la vora del riu Arzilla.

## Biografia

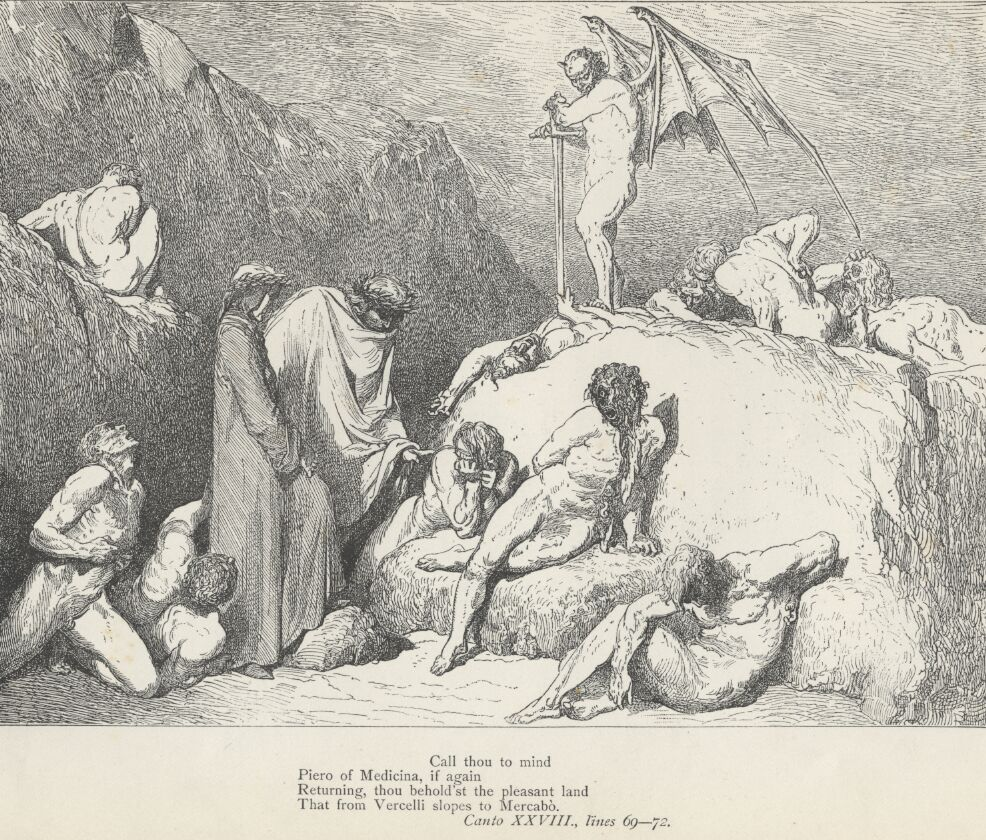
Gustave Doré. Cant XXVIII de l'Iinfern de Dante. Episodi de Pier da Medicina.

Figura històrica de Fano, ciutat situada a la vora del mar i a trenta milles de Rimini, fou un dels líders més influents de la vida política d'aquesta ciutat, entre els segles xiii i xiv. Exponent de la facció gibel·lina de la ciutat, el castell de Carignano era un feu imperial.
És esmentat per Dante Alighieri a l'Infern (XXVIII, 76-83) junt amb Guido del Cassero:
| “I fes saber als dos més grans de Fano, a misser Guido i també a Angiolello, que, si és que ací no preveiem en va, serán llançats del seu vaixell al mar amb una pedra al coll, prop de Cattòlica per traïció d'un tirà deslleial. Entre l'illa de Xipre i de Mallorca Neptú no ha vist un crim com aquest, mai, ni de pirates ni de gent d'Argòlida.” (Inferno XXVIII, 76-84) |

Al passatge dantesc s'informa, a través de les paraules profètiques de Pier da Medicina, que ells són els “millors de Fano”, d'aquest atribut dantesc podem inferir el valor polític i la reputació d'ambdós personatges.
Segons el poeta, estan junts en la desgràcia per l'atroç final que té reservat per ells el tirà de Rimini, Malatestino Malatesta (“aquell traïdor, que veu amb un ull sol”. v. 85), que els farà matar per "mazzeratura" a prop de Cattolica després d'haver-los demanat de trobar-se per parlamentar amb ells.
L'assassinat dels dos principals exponents polítics de Fano seria, per tant, la conseqüència d'un intent fallit de Malatestino de fer-se amb la ciutat o, millor encara, la preparació per a una ocupació més determinada. Els Malatesta de Rímini, aprofitant el debilitament progressiu dels Montefeltro, senyors d'Urbino, van impulsar la seva influència cap a les ciutats de la Marca Anconitana i en particular cap a Pesaro, Fano i Senigallia.
En el text, aquest delicte es defineix com a tan maligne que Neptú no n'havia vist mai cap com aquest entre Xipre i Mallorca (és a dir, a la Mediterrània), ni per part dels pirates ni dels grecs (argòlics) que tenien fama de pirates proverbialment cruels
La manca de qualsevol font d'arxiu sobre el possible incident, ha fet pensar a alguns comentaristes que aquí Pier da Medicina volia perpetrar el seu pecat com a sembrador de discòrdia provocant divisió, entre els dos de Fano i el senyor de Rimini, encara que la precisió de la història dantesca, té més un gust de revelació. Com que es tracta d'un fet greu, pot ser que, com en altres casos (vegeu Paolo i Francesca, Infern cant V), el poder de l'interessat aconseguís encobrir qualsevol menció en els documents de l'època.
La datació d'aquest esdeveniment es confirmaria pel fet que des del 1306 no hi ha notícies sobre els dos personatges. Al cant, però, es parla: d'un tirà deslleial / ..., que veu amb un ull sol / i que domina una ciutat… així doncs en aquest moment Malatestino, sense ull, ja és considerat senyor de Rimini, així que probablement va tenir lloc durant la segona dècada del segle xiv, i no abans del 1312, quan es van fer del tot manifestes i incontenibles les aspiracions del Malatesta a la seva senyoria sobre Fano.
L'única font d'aquest fet sempre ha estat la història que conta Dante, de la qual s'han donat interpretacions més o menys exactes.
Tanmateix, l'“argumentum ex silentio” no és històricament decisiu; a més, es pot suposar que als Malatesta, ara senyors de Fano, no els agradessin els testimonis dels mitjans pels quals havien afirmat el seu domini; i en aquest sentit,  adquireix particular significat, la notícia de l'expulsió de la ciutat de Fano dels partidaris de les dues víctimes,
El to trist del discurs, la precisió i la riquesa dels detalls, la profecia paral·lela sobre Fra Dolcino, històricament correcta, suggereixen que Dante es refereix a un crim realment ocorregut o, almenys, que donava substància a un rumor públic que relacionava la desaparició Guido i Angiolello amb Malatestino Malatesta.
Una altra traïció de Malatestino, aquesta consumada junt amb el seu pare, és denunciada pel poeta en el cant anterior, el XXVII de l'Infern (vv. 46-48), on Dante ha anomenat mastins tant al pare com al fill.